# Histoire du Malawi

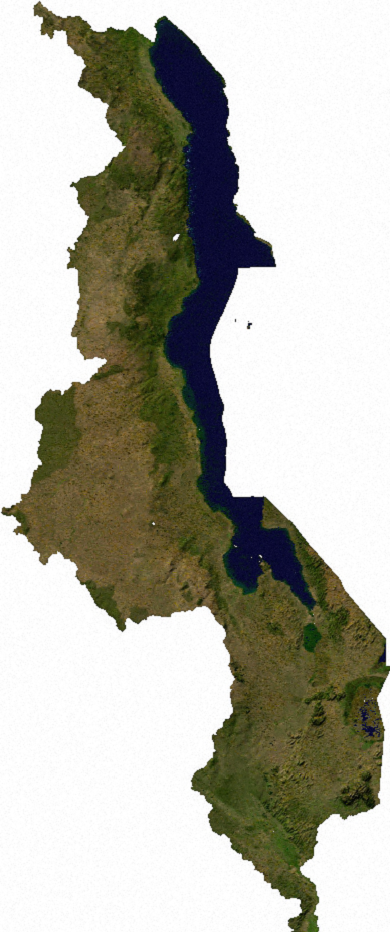
Image satellite du Malawi.

L'histoire du Malawi à la période préhistorique demeure encore relativement méconnue. On trouve au Malawi des restes du genre Homo parmi les plus anciens de la planète. La vague d'expansion bantoue atteint la zone au début de l'ère chrétienne. Une seconde vague bantoue arrive au XIIIe siècle. Aux entités politiques bantoues succèdent l'exploration portugaise, l'établissement de comptoirs arabes puis la colonisation britannique sous forme de protectorat.
Après l'échec de la fédération de Rhodésie et du Nyassaland, le Nyassaland colonial devient le Malawi en 1964.

## Préhistoire
- Liste de sites archéologiques en Afrique australe

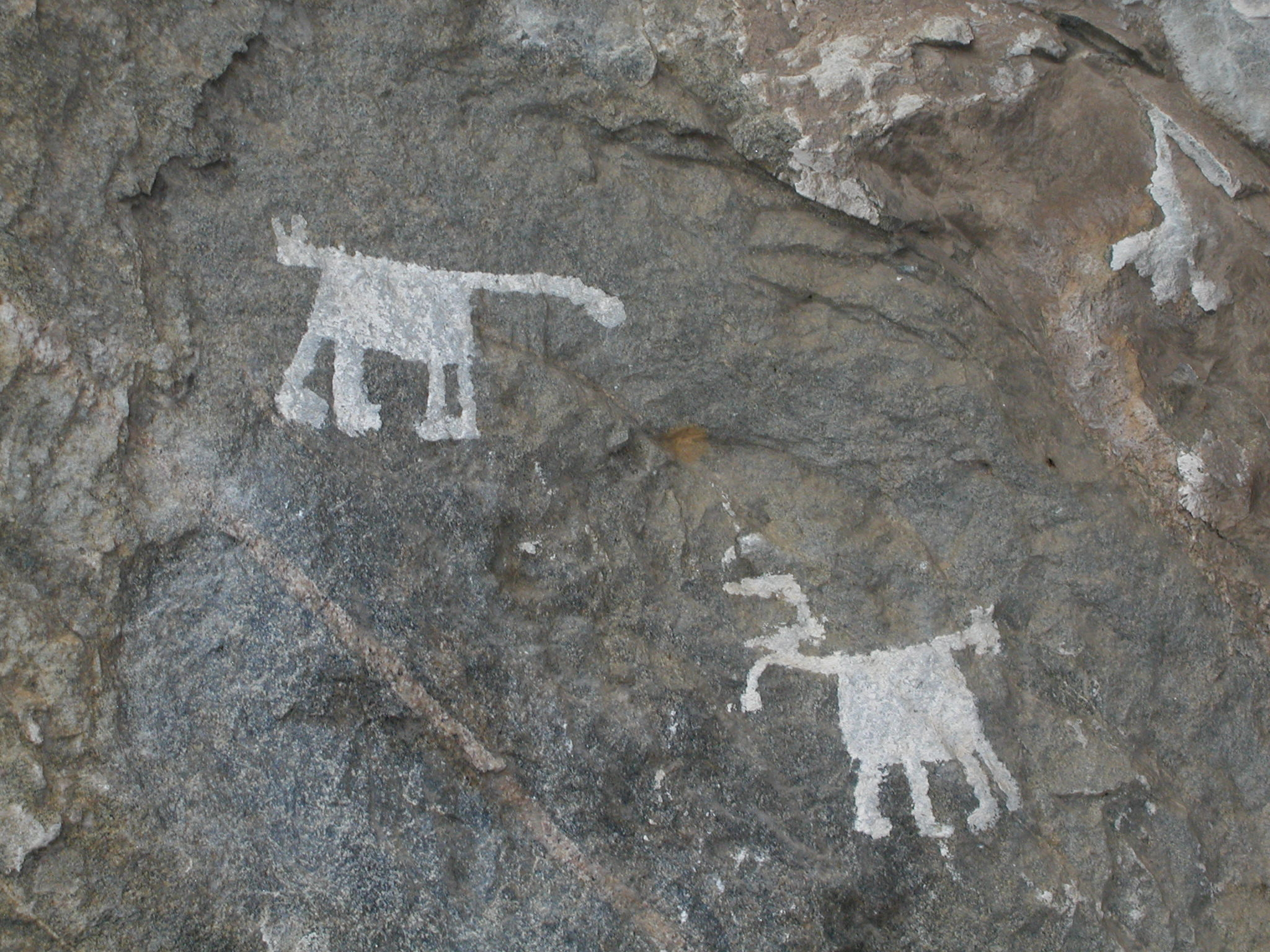
Peinture rupestre du complexe de Chongoni.

On a retrouvé au Malawi, sur le site d'Uraha, des restes d’hominidés datant de 2,5 à 2,3 millions d'années, parmi les plus anciens fossiles du genre Homo connus à ce jour , appartenant à Homo rudolfensis,, et des outils en pierre datant de plus d’un million d’années. La présence humaine est attestée au bord du lac Malawi il y a 50 000 à 60 000 ans. Des restes humains retrouvés sur un site daté de 8000 av. J.-C. présentent des caractéristiques physiques similaires aux personnes peuplant actuellement la corne de l'Afrique. Un autre site daté de 1500 av. J.-C. abrite des restes présentant des similitudes avec les Bochimans (peuple San). Petits et à la peau couleur de cuivre, ces hommes, désignés sous le nom d’Akufula ou de Batwa, ont réalisé les peintures rupestres trouvées dans le complexe de Chongoni, un ensemble de 127 sites couvrant 126,4 km2 du haut plateau central : art rupestre de Chongoni, éventuellement d'origine Twa de la région des Grands Lacs.

## Protohistoire: migrations bantoues
Des peuples bantouphones s'installent dans la zone entre le Ier et le IVe siècle apr. J.-C. Progressivement, jusque vers 1200, le mode de vie bantou se développe, travail du métal et culture sur brûlis notamment. L'identité de ces premiers habitants bantouphones est incertaine. Selon la tradition orale, des noms tels que Kalimanjira, Katanga et Zimba leur sont associés. Une seconde vague de peuplement bantoue, venue du nord, débute au XIIIe siècle et s'étend jusqu'au XVe siècle. Ce sont les débuts de l'histoire écrite, grâce à la consignation en anglais et en portugais des traditions orales.

## Empire maravi (1450c-1891)

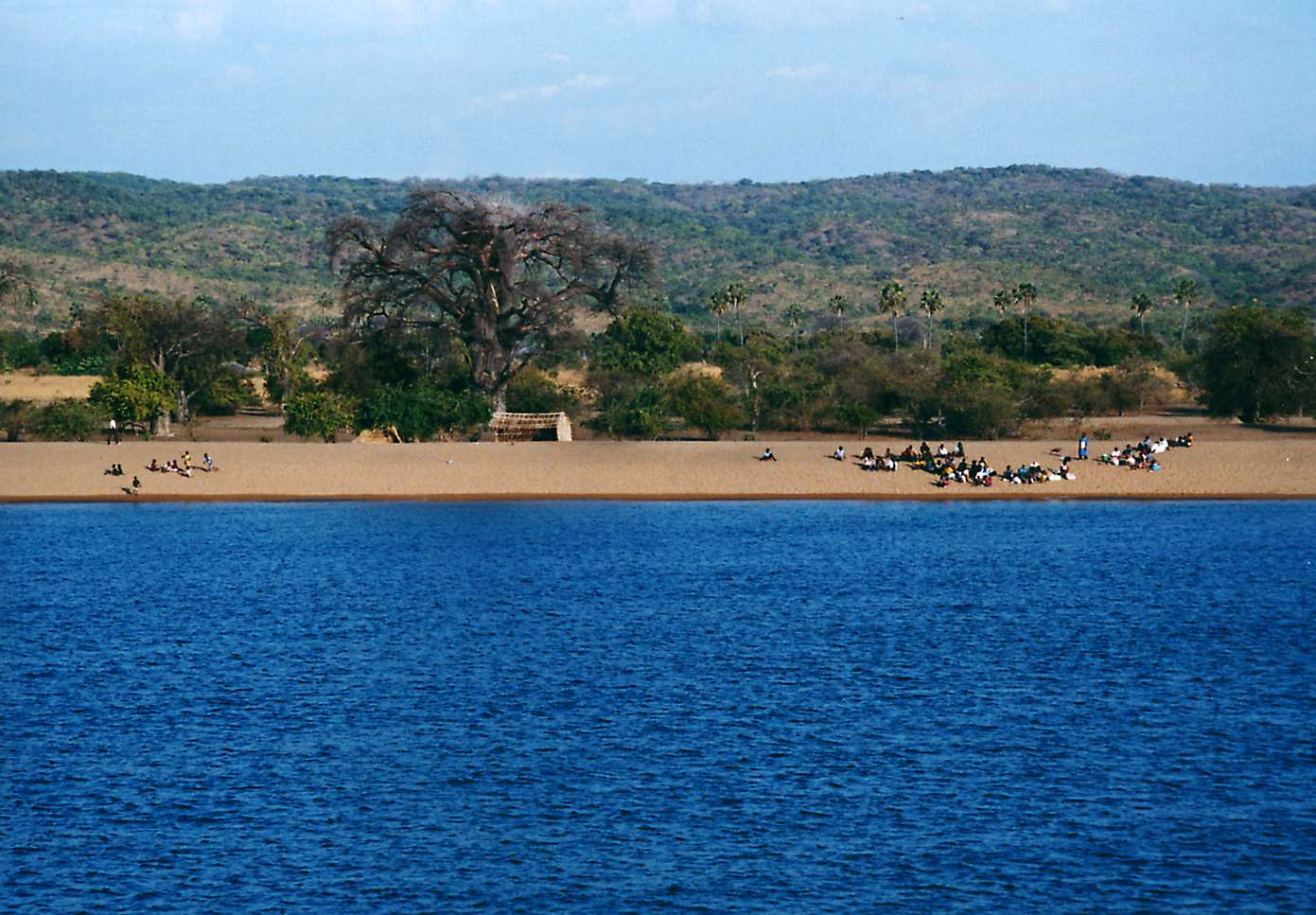
Lac Malawi.

Royaume maravi en 1650.

Les Amaravi arrivent à la fin du XVe siècle, venus des territoires de l’actuel Katanga dans la République démocratique du Congo. Ils livrent des combats avec les Akufula, qui vivent en petits clans familiaux sans système de défense unifié. Le clan des Phiri, qui domine le peuple Amaravi et dont descendent les Chewas actuels, fonde alors un royaume (ou plusieurs) qui devient l’Empire maravi.
Cet empire (1480-1891) s’étend depuis les rives sud-ouest du lac Malawi et englobe la plus grande partie du Malawi actuel, ainsi qu’une partie du Mozambique et de la Zambie. L’empire est gouverné depuis la ville de Mankhamba par le kalonga, qui nomme des lieutenants pour gouverner les provinces nouvellement annexées. L’empire commence à décliner au début du XVIIIe siècle, lorsque des conflits entre gouverneurs provinciaux affaiblissent son autorité.
L’économie de l’Empire maravi dépend largement de l’agriculture, principalement du millet et du sorgho. Les Chewa ont alors accès à la côte de l’actuel Mozambique, ce qui leur permet de faire commerce d’ivoire, de fer et d’esclaves avec les Portugais et les Arabes. Les Portugais entrent dans les territoires du futur Malawi via le port mozambicain de Tete au XVIe siècle et rapportent les premiers témoignages écrits sur l'empire Maravi. Ils apportent le maïs, qui remplace le sorgho dans l’alimentation de base des Malawites, et achètent des esclaves qu’ils emploient principalement dans leurs plantations du Mozambique et du Brésil.
La chute de l’Empire maravi, au XIXe siècle, coïncide avec l’arrivée de deux groupes puissants. Les Nguni originaires du Natal (actuelle Afrique du Sud), emmenés par leur chef Zwangendaba, arrivent au Malawi après avoir fui l’Empire zoulou (1816-1897) et l’empereur Chaka (1787-1828). Cet important mouvement de populations, appelé  Mfecane, qui englobe bien d’autres peuples que les Nguni, a un profond impact sur le sous-continent austral. Tout en fuyant Chaka Zulu, les Nguni du chef Zwangendaba (en) (1785c-1848)  adoptent une grande partie de ses tactiques militaires et les emploient contre les Maravites. Installés dans des régions rocheuses, ils lancent des raids annuels contre leurs voisins Chewa pour ramener esclaves et nourriture.
Le deuxième groupe qui gagne en influence à cette époque est celui des Ayao (ou Yao), venus du nord du Mozambique pour échapper à la famine et aux conflits avec la tribu Makua. Ils attaquent les Chewa et les Nguni pour revendre les prisonniers comme esclaves. Les Ayao sont les premiers, et restent longtemps les seuls, à employer des armes à feu dans leurs conflits avec d’autres tribus. Convertis à l’Islam au contact des commerçants arabes, ils bénéficient du soutien des cheikhs, qui financent des écoles et des moquées. Les Arabes introduisent également la culture du riz, qui devient prépondérante dans la région lacustre.
Forts de leur alliance avec les Ayao, les Arabes établissent plusieurs comptoirs le long du lac Malawi. Le plus grand de ces comptoirs est fondé en 1840 à Nkhotakota par Jumbe Salim bin Abdala (de la dynastie Jumbes de Nkhotakota). Au sommet de son pouvoir, Jumbe fait transiter entre 5 000 et 20 000 esclaves par Nkhotakota par an. Les esclaves sont ensuite acheminés vers l’île de Kilwa Kisiwani, au large de l’actuelle Tanzanie. La fondation de ces comptoirs déplace le centre du commerce des esclaves vers Zanzibar.
Les Ayao et les Angoni se livrent d’incessants combats sans qu’il en ressorte un vainqueur définitif. Les derniers représentants de l’Empire maravi succombent cependant aux attaques des deux clans. Certains chefs chewa subsistent en nouant des alliances avec les Swahili, eux-mêmes alliés avec les Arabes.

## Arrivée des Britanniques (1855)

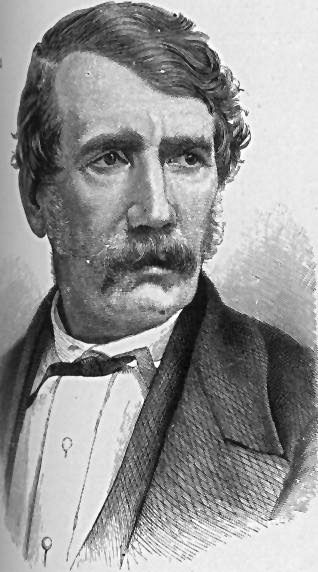
David Livingstone

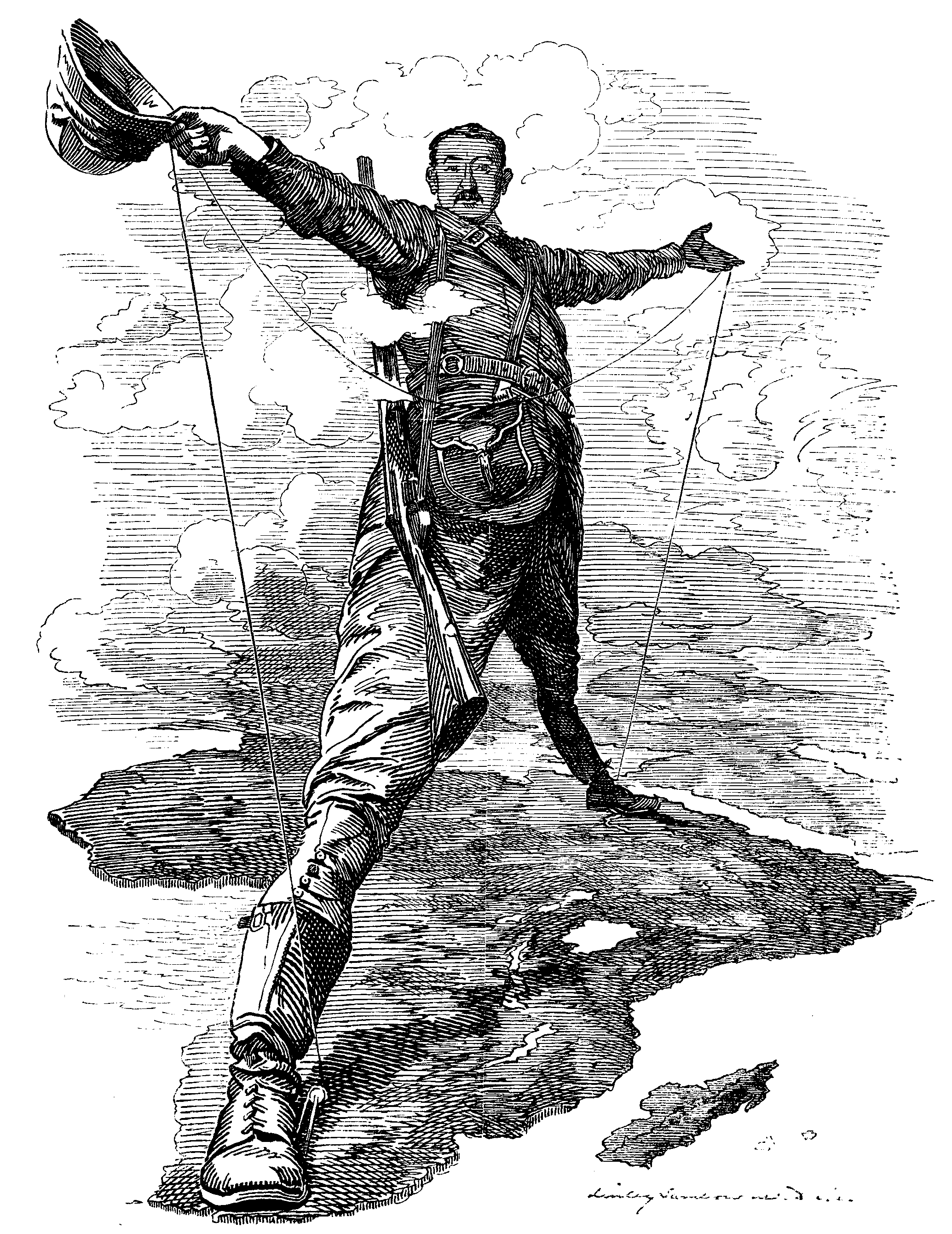
Cecil Rhodes, symbole de l'impérialisme britannique en Afrique australe et président de la British South Africa Company.

En 1616, le voyageur portugais Gaspar Bocarro est le premier européen à avoir signalé son passage au lac Malawi.
En 1660, le Jésuite portugais Frère Manuel Barretto décrit la richesse de la confédération Maravi.
En 1855, l’explorateur écossais David Livingstone (1813-1873) descend le Zambèze depuis les chutes Victoria jusqu'à Tete. En 1856, il décide de remonter le grand fleuve jusqu'à son embouchure. Arrêté par les chutes de Quebrabasa, il oblique le long du fleuve Shire et en 1859, parvient sur les rives du lac Malawi qu'il baptise Nyassa (nyasa signifie « lac » en chiayo). Dans son sillage surviennent ensuite des missionnaires, des chasseurs et des trafiquants d'esclaves.
Des Églises presbytériennes écossaises installent alors des missions dans la région, avec entre autres objectifs l’intention de mettre fin au commerce d’esclaves vers le golfe Persique. Ainsi, en 1876, la mission de Blantyre est fondée, avec pour nom de baptême celui du village natal de Livingstone.
En 1878, des commerçants majoritairement originaires de Glasgow fondent la Compagnie des lacs africains pour ravitailler les missionnaires en biens et en services. Elle surclasse alors les quelques comptoirs portugais. D’autres missionnaires suivent encore ainsi que des commerçants, des chasseurs et des planteurs.
En conflit avec les marchands d'esclaves, les négociants en appellent à la Couronne britannique. En 1883, la Grande-Bretagne nomme le diplomate Harry Johnston (1858-1927) consul auprès des rois et chefs d’Afrique centrale afin de signer des traités d'amitié avec les chefs locaux. Il se heurte alors à un sérieux rival, l'explorateur portugais Serpa Pinto (1846-1900) qui essaye de convaincre Lisbonne de faire relier la colonie portugaise d'Angola à celle du Mozambique. Pinto ne parvient pas à convaincre finalement sa métropole. Muni de 10 000 livres fournies par Cecil Rhodes, Johnston négocie le ralliement des chefs locaux et en 1891, les deux puissances européennes s'accordent pour placer le Nyasaland dans la sphère d'influence britannique.
Harry Johnston est nommé haut commissaire au Nyassaland et la gestion financière du territoire est alors confiée à la British South Africa Company de Cecil Rhodes qui vient de se voir remettre par charte royale l'exploitation de la Zambézie du Sud et de la Zambézie du Nord (les futures Rhodésies).
Le territoire est pacifié autant par la force que par la diplomatie.

## Protectorat du Nyassaland (1907-1964)

Drapeau colonial du Nyassaland

C'est cependant seulement en juillet 1907 que le protectorat britannique d'Afrique centrale (1891-1907) devient officiellement le protectorat britannique du Nyassaland.
Les colons ne se précipitent pas au Nyassaland, lui préférant le Kenya ou la Rhodésie du Sud pour développer les plantations de tabac et d'arachides : les plantations de tabac, la principale culture du Nyassaland, sont lentes à se développer.
La plus sérieuse rébellion contre l'ordre établi (discrimination, travail forcé, pénuries alimentaires, etc.) a lieu en janvier 1915. Les fidèles de l'Église évangélique du pasteur baptiste John Chilembwe (1871-1915), adversaire de la colonisation, tentent de prendre d'assaut le dépôt d'armes de Blantyre et de s'attaquer aux plantations. Après quinze jours de rébellion, le mouvement est réprimé et Chilembwe est abattu lors de sa fuite.
En 1927, le recensement dénombre alors seulement 1 700 Blancs pour 1 350 000 Africains (99,6 %). La discrimination raciale existe peu en comparaison avec les autres colonies ou protectorats britanniques voisins. Si les Africains doivent présenter un laissez-passer lors de leurs déplacements, ils ne sont pas soumis à de mesures discriminatoires dans les banques, les administrations, les bureaux de poste ou dans les magasins de Blantyre et de Zomba, les deux plus importantes villes du protectorat. En conséquence de ce peu d'attrait du Nyassaland sur les immigrants européens, la politique indigène diffère des colonies voisines. Les chefs traditionnels constituent un relais et un appui essentiel du colonisateur. En 1933, les responsables administratifs locaux sont à leur tour intégrés dans un conseil des chefs afin d'être associés aux prises de décisions.
Au lendemain de la Seconde Guerre mondiale, une élite africaine, formée en Europe et aux États-Unis, commence néanmoins à se montrer active sur le plan politique. En 1944, le Congrès africain du Nyasaland est fondé, regroupant des intellectuels sur une base pluriethnique.
Le territoire reste sous-développé par rapport aux colonies voisines et de nombreux ressortissants partent chercher du travail dans les Rhodésies ou en Afrique du Sud. La famine de 1949 au Nyassaland, en partie due à la sécheresse de 1948-1949, souligne les inégalités sociales et le sous-développment.
En 1949, les Africains obtiennent leur droit de représentation au Conseil législatif du Nyassaland (ils étaient jusque-là représentés par les missionnaires) mais celui-ci n'est effectif qu'en 1953, année où entre en fonction la fédération de Rhodésie et du Nyassaland, largement rejetée par les Africains du Nyassaland.

### Fédération de Rhodésie et du Nyassaland (1953-1963)
En 1953, les protectorats du Nyassaland, de Rhodésie du Nord et la colonie de Rhodésie du Sud s'unissent pour former la Fédération de Rhodésie et du Nyassaland, renforçant malgré elle les aspirations à la décolonisation et à l'indépendance.
Les Africains du Nyasaland refusent cette union par rejet de la politique de ségrégation raciale pratiquée notamment en Rhodésie du Sud et la peur de passer sous la domination des colons blancs ou des propriétaires de mines rhodésiennes. Les populations rurales craignent également d'être marginalisées et de perdre la protection britannique. Enfin, les avantages de la fédération pour les peuples du Nyassaland paraissent bien minces. Quatre cent mille Nyassas versent alors un ou deux pennies chacun, afin d'envoyer à Londres une délégation pour présenter une pétition à la reine. Le Colonial office refuse d'accéder finalement à leur demande et la délégation revient au Nyassaland les mains vides.
La mise en place de la fédération relance l'action militante du Congrès africain du Nyasaland qui reçoit, dès 1953, l'appui de la chefferie paysanne sous l'impulsion du chef suprême des Angonis, Philip Gomani (en), plus connu jusque-là pour son loyalisme envers la Grande-Bretagne pour qui il a combattu pendant les deux guerres mondiales et en Malaisie. Gomani refuse tout recours à la violence et en appelle à la résistance passive. Les Britanniques procèdent cependant à son arrestation malgré son grand âge sous l'accusation d'avoir abusé de ses pouvoirs de grand chef et d'avoir contrevenu à la loi.
En août 1953, de graves désordres éclatent dans la région de Cholo faisant craindre aux Britanniques un soulèvement analogue à celui des Mau Mau au Kenya. Ce n'est plus seulement la fédération qui est remise en cause. Des griefs relatifs à l'exploitation de la terre se sont ajoutés à la revendication principale (400 000 hectares de terres étaient exploités par la minorité blanche).
Après la mort naturelle de Gomani, la campagne de boycott et de désobéissance civile est alors reprise sous l'impulsion de Masauko Chipembere (en) (1930-1975), un ancien assistant de district qui, en 1956, est élu au Conseil législatif. Un autre leader émerge également, au charisme incontesté, en la personne de Hastings Kamuzu Banda (1898-1997), un médecin formé aux États-Unis, en Grande-Bretagne et au Ghana, représentant du Congrès africain du Nyasaland (CAN) à Londres. Le 6 juillet 1958, Hastings Kamuzu Banda, de retour au pays, prend la tête du CAN. Le gouverneur décrète alors l'état d'urgence. Le CAN est  interdit et Banda emprisonné en 1959 puis libéré en avril 1960 pour participer à la conférence constitutionnelle de Londres sur l'avenir de la Fédération.
Le 15 avril 1961, le Parti du congrès du Malawi, qui a succédé au Congrès africain du Nyassaland, remporte une victoire décisive lors des élections législatives. Il obtient également un rôle important au nouveau conseil exécutif et gouverne de fait le Nyassaland l’année suivante. La modération de Banda est alors appréciée par les Britanniques et par la société indo-pakistanaise du Nyassaland. Lors de la deuxième conférence constitutionnelle de Londres, en novembre 1962, le gouvernement britannique s’engage à accorder l’autodétermination au Nyasaland pour l'année 1963. Banda devient président le 1er février 1963, bien que les finances, la sécurité et la justice restent sous contrôle britannique. Une constitution entre en vigueur en mai de la même année, jetant les bases d’un gouvernement autonome.

## Indépendance (1963)

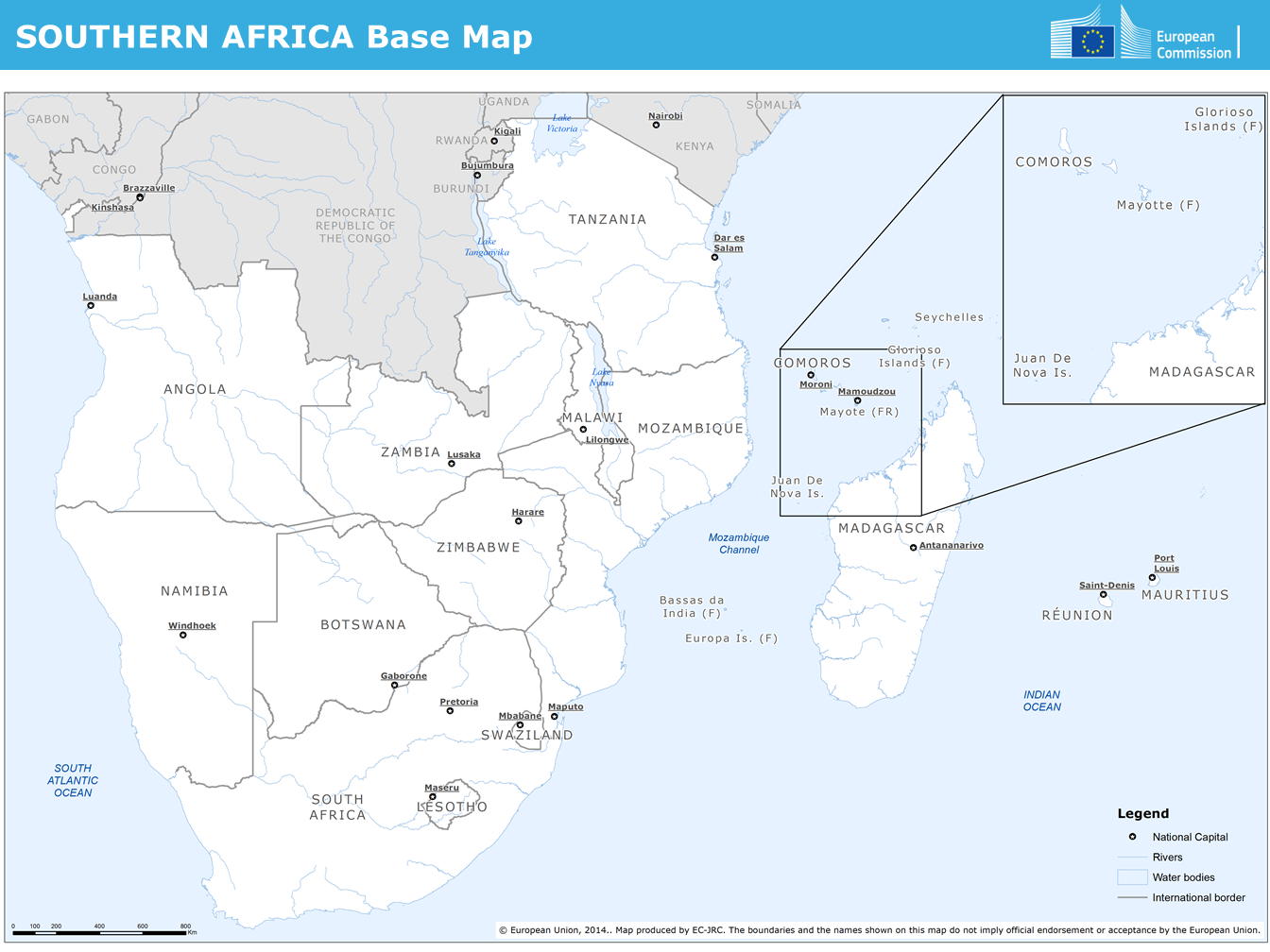
Afrique australe en 2014.

La Fédération de Rhodésie et du Nyassaland est dissoute le 31 décembre 1963. Des trois territoires qui la composaient, la Rhodésie du Nord devient indépendante sous le nom de Zambie en 1964, et un deuxième territoire, le Nyassaland, accède à l'indépendance sous le nom de Malawi le 6 juillet 1964. Le Malawi devient membre entièrement indépendant du Commonwealth.

### Présidence Hastings Kamuzu Banda (1966-1994)
Deux ans plus tard, une nouvelle constitution définit le pays comme une république à parti unique, avec Hastings Kamuzu Banda comme président malgré les divergences apparues en septembre 1964 entre ce président, et quelques-uns de ses ministres. Ces divergences conduisent notamment au départ en exil de Orton et Vera Chirwa. le caractère autocrate de Banda apparaît dès cette époque. À la suite de la visite de sa délégation commerciale reçue avec toutes les honneurs à Pretoria par le premier ministre sud-africain John Vorster en mars 1967, le Malawi établit des relations diplomatiques et économiques au niveau le plus élevé avec l'Afrique du Sud. Il est le seul pays africain à ouvrir une ambassade à Pretoria. Bien que condamnant la politique d'apartheid, le Malawi s'aligne sur la politique régionale de Pretoria, refusant d'accueillir les membres des organisations nationalistes noires interdites en Afrique du Sud et en Rhodésie tout en tolérant l'établissement sur son territoire de camps d'entrainement de la Résistance nationale du Mozambique, une organisation hostile au régime marxiste du Mozambique après 1975 et soutenue financièrement par les deux derniers régimes blancs d'Afrique australe. En 1970, c'est également au Malawi que John Vorster effectue sa première visite officielle dans un pays africain. Banda est proclamé président à vie du PCM en 1970, puis du Malawi en 1971. L’aile paramilitaire du PCM, les Jeunes pionniers, contribue à maintenir le pays sous un régime autoritaire jusque dans les années 1990. Le président Banda développe un culte de la personnalité et son régime persécute un certain nombre de minorités religieuses (Témoins de Jéhovah) ou ethniques (confinement des habitants d’origine indienne dans des ghettos). Le transfert de fonds privés à l’étranger ou l’importation de devises étrangères sont interdits, ce qui force les candidats à l’émigration à abandonner leurs biens derrière eux. Tous les médias (presse, livres, films) sont soumis à la censure et le courrier privé (surtout le courrier provenant de l’étranger) ainsi que les conversations téléphoniques sont systématiquement interceptés.
À la suite de nombreuses pressions tant internes qu’internationales, un référendum a lieu le 14 juin 1993, au cours duquel les Malawites se prononcent massivement en faveur de l’introduction d’un régime démocratique multipartite. 

### Présidence Bakili Muluzi (1994-2004)
Des élections nationales, qualifiées de libres par les observateurs internationaux, ont lieu le 17 mai 1994 et voient l’accession à la présidence de Bakili Muluzi (1943-), chef du Front démocratique uni (FDU). Son parti remporte également 82 des 177 sièges de l’Assemblée nationale et forme une coalition avec l’Alliance pour la démocratie. La coalition est dissoute en juin 1996 mais certains de ses membres restent au gouvernement. La constitution de 1995 supprime les prérogatives de l’ancien parti unique et introduit le libéralisme économique ainsi des réformes structurelles. Les deuxièmes élections démocratiques ont lieu le 15 juin 1999. Muluzi est réélu pour un nouveau mandat de cinq ans, malgré une coalition entre le PCM et l’Alliance pour la démocratie. Il tente ensuite, sans succès, d'introduire un amendement constitutionnel qui lui permettrait de briguer un troisième mandat.

### Bingu wa Mutharika président (2004-2012)
Le mois de mai 2004 voit l’élection de Bingu wa Mutharika (1934-2012), du FDU, contre le candidat du PCM, John Tembo. Durant la campagne électorale, les médias contrôlés par l'Etat (radio et télévision) privilégient la communication de la coalition au pouvoir. Des observateurs de l'Union Européenne mettent également en exergue des « distributions manifestes et répandues d'argent aux électeurs » et « l'utilisation de fonds publics par le parti au pouvoir ». Quand il prend ses fonctions, le Malawi est en pleine crise alimentaire. Le Programme alimentaire mondial (PAM) estime que le nombre de personnes vulnérables au Malawi s’élève à plus de 5 millions, et en octobre 2005, le président déclare le Malawi en état de crise. Tout en demandant de l’aide alimentaire, le président engage le pays, après cette année désastreuse,dans une « révolution verte ». En faisant de l’agriculture une priorité, en mettant l'accent sur l'irrigation, en subventionnant 1 700 000 fermiers pauvres, il permet au pays de sortir de la disette et de devenir exportateur de maïs.
Bingu wa Mutharika se représente pour un deuxième mandat à l'élection du 19 mai 2009, cette fois à la tête du Parti démocrate-progressiste qu'il a fondé en 2005 après avoir quitté le Front uni démocratique, et est réélu. L’image du Malawi à l'étranger s’améliore grâce à cette politiques de développement et aux avancées en sécurité alimentaire, ainsi qu'aux actions pour combattre la mortalité infantile et maternelle et les maladies telles que le malaria, la tuberculose et le SIDA. Le Malawi ouvre de nouvelles ambassades en Chine, Inde et Brésil. Le 31 janvier 2010, le président Mutharika remplace Mouammar Kadhafi à la tête de l’Union africaine, devenant le premier chef d’état malawite à exercer la charge de secrétaire général de cette organisation. En 2011, le Malawi établit des relations diplomatiques avec 10 pays. Mais le second mandat de Mutharika est vite marqué par une dégradation brusque de l'économie, une dégradation des conditions de vie et des pénuries d'essence dues à un manque de confiance des bailleurs de fonds,. Des émeutes éclatent, et le régime se durcit, s'appuyant sur l'armée. Finalement, le président Bingu wa Mutharika est victime d'un arrêt cardiaque le 5 avril 2012,.

### Joyce Banda présidente (2012-2014)
Conformément à la Constitution, la vice-présidente Joyce Banda (1950-) est officiellement investie présidente du Malawi le 7 avril 2012 à la suite du décès de Bingu wa Mutharika. Ses premières décisions politiques la démarquent de son prédécesseur. Elle s'efforce notamment de restaurer les bonnes relations du Malawi avec les pays développés afin que l'aide internationale reprenne pleinement, notamment en revenant sur des décisions monétaires et, dans le domaine social, en dépénalisant les actes homosexuels.

### Peter Mutharika président (2014-2019)
Mais en mai 2014, elle perd l'élection présidentielle, au profit du frère de Bingu wa Mutharika,  Peter Mutharika (1939-). Le pays, comme d'autres en Afrique australe, est confronté à des phénomènes climatiques difficiles, alternant sécheresse et inondations, dont les effets sont aggravés par la déforestation, mais connait une croissance de son PIB. Peter Mutharika est réélu pour un deuxième mandat lors de l’élection présidentielle de 2019, dans un scrutin serré. L'opposition dénonce des résultats frauduleux. Le 3 février 2020, la cour constitutionnelle, constatant des irrégularités, annule l'élection. 

### Lazarus Chakwera président (2020-présent)
Le 23 juin 2020, Lazarus Chakwera (1955-) remporte largement la nouvelle élection présidentielle avec 59,34% des voix. Il devance Mutharika, qui cumule 39,92% des voix.